# Bracon subcylindricus
Bracon subcylindricus är en stekelart som först beskrevs av Wesmael 1838.  Bracon subcylindricus ingår i släktet Bracon och familjen bracksteklar. Inga underarter finns listade.